# Violant d'Anjou
Violant d'Anjou, nascuda a Nancy el 2 de novembre de 1428, morta a Nancy el 23 de març de 1483, duquessa de Lorena (1473) i de bar (1480), filla de Renat I, rei de Nàpols, duc d'Anjou, de Bar i de Lorena, comte de Provença, i d'Isabel, duquessa de Lorena.
Es va casar a Nancy el 1445 el seu cosí Ferri II de Lorena (1420 † 1470), comte de Vaudémont. Aquest matrimoni posava fi al litigi que existia entre els pares dels dos esposos, a propòsit de la successió del ducat de Lorena. Van tenir:
- Renat II (1451 † 1508), comte de Vaudémont, duc de Lorena i de Bar
- Nicolau, senyor de Joinville i de Bauffremont, mort cap a 1476
- Pere, mort el 1451
- Joana (1458 † 1480), casada el 1474 a Carles IV, comte del Maine (1436 † 1481),
- Violant, morta el 1500, casada el 1497 amb Guillem II, landgravi de Hesse († 1509)
- Margarida (1463 † 1521), casada el 1488 amb Renat (1454 † 1492), duc d'Alençon; fou declarada beata.

El 1473, a la mort del seu nebot Nicolau de Lorena, va heretar el ducat de Lorena i el va transmetre immediatament al seu fill Renat II. Va fer el mateix el 1480, a la mort del seu pare, amb el ducat de Bar.